# Schloss Hennersdorf

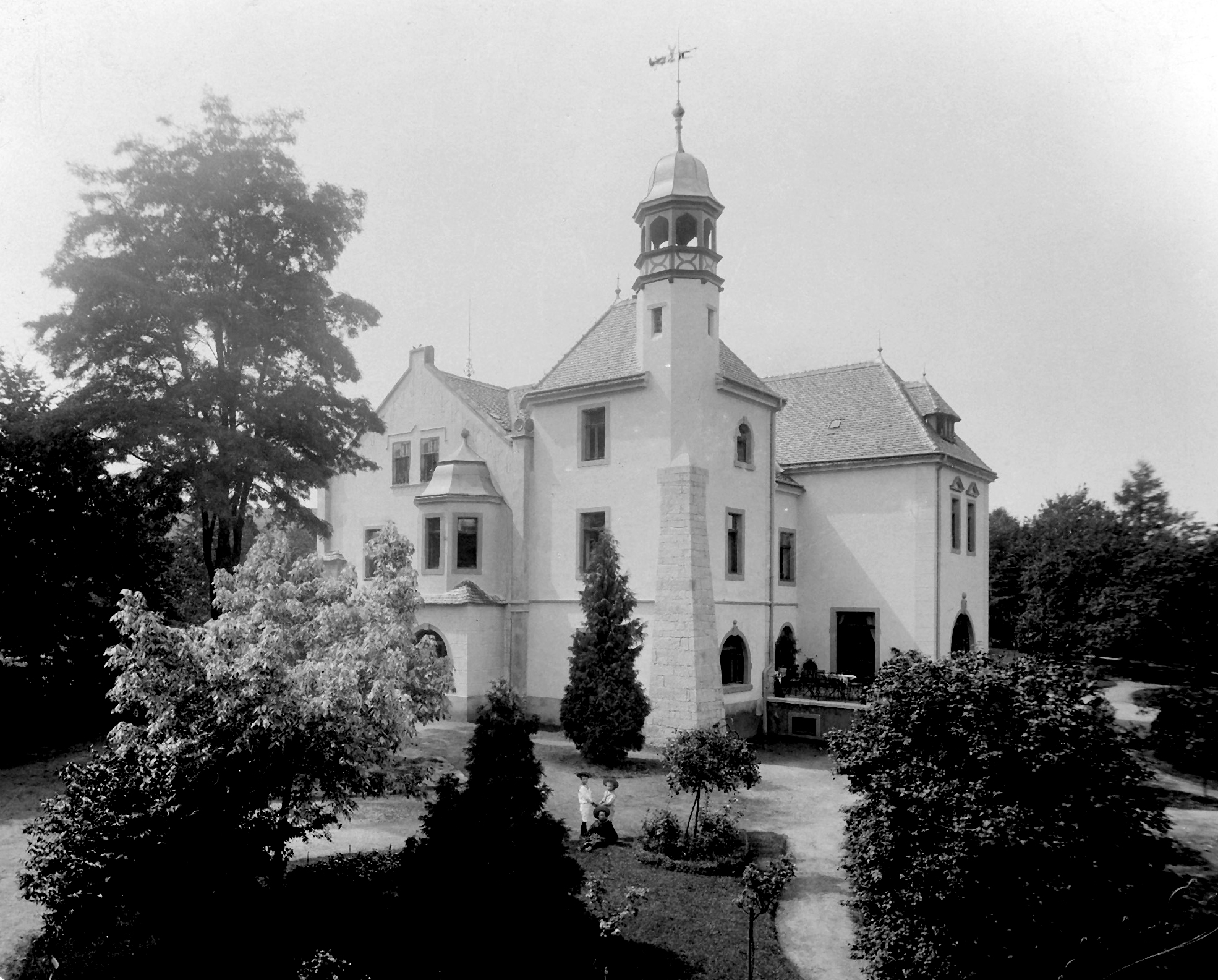
Schloss Hennersdorf um 1900

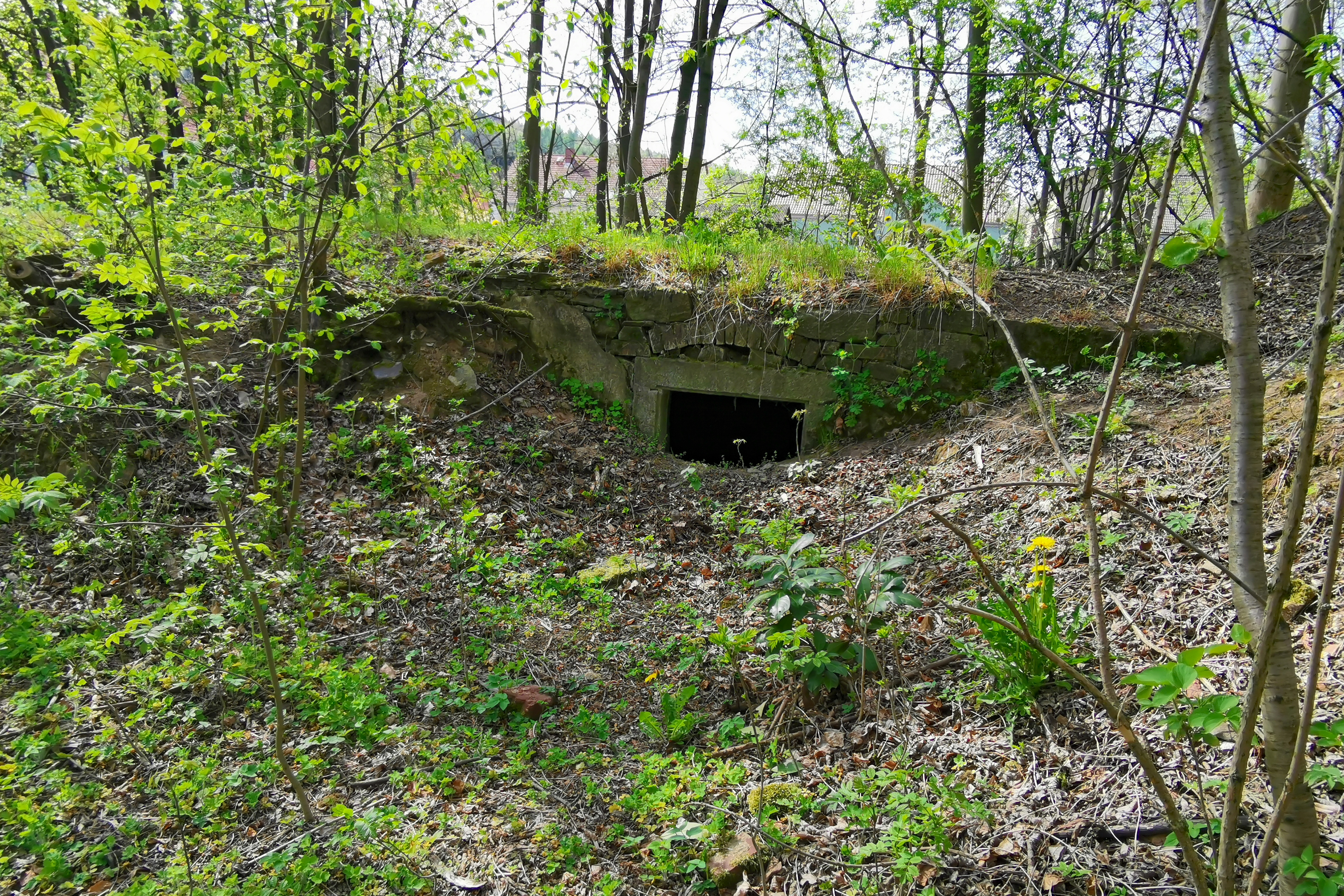
Nach dem Abriss blieben lediglich Keller erhalten (Zustand 2020)

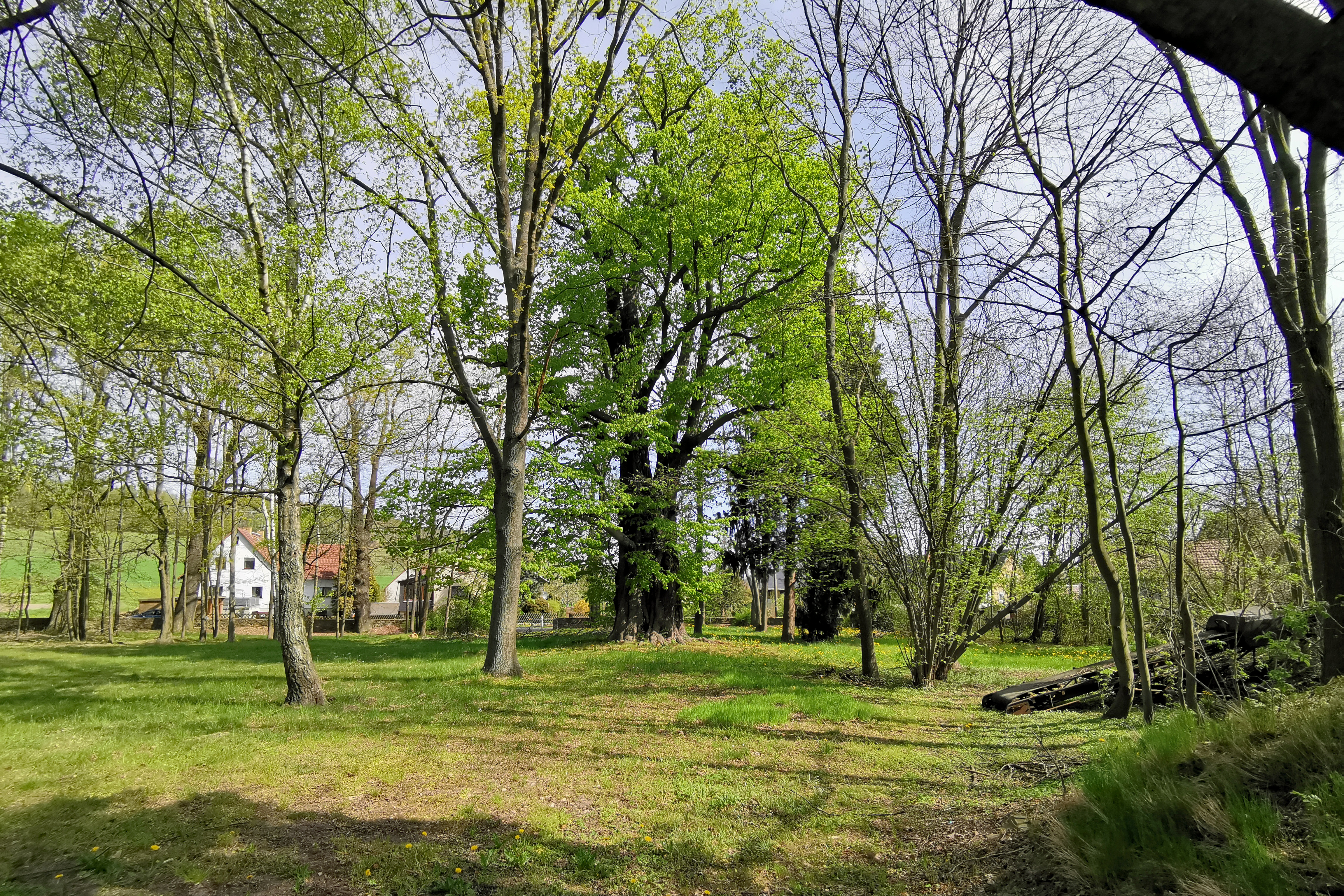
Der Schlosspark mit der großen Linde (Zustand 2020)

Schloss Hennersdorf war ein Ende des 19. Jahrhunderts anstelle eines alten Gebäudes errichtetes Herrenhaus des Rittergutes in Hennersdorf. Die Gemeinde Hennersdorf ist heute ein Ortsteil der Stadt Kamenz im sächsischen Landkreis Bautzen im Norden der Oberlausitz. Das Schloss wurde nach 1945 abgerissen.

## Geschichte
Die Geschichte des Schlosses geht auf ein 1532 erstmals erwähntes Rittergut zurück, zu dem seit 1777 auch der Ort Gelenau gehörte. Um 1750 war das Adelsgeschlecht Maxen Eigentümer des Rittergutes. Mit einer Unterbrechung zwischen 1795 und 1816 gehörte das Rittergut seit 1771 dem Adelsgeschlecht Schönberg. Andere Quellen nennen Schönbergs schon eher, führen jedoch bis Ende des 18. Jahrhunderts eine Familie von Buchner als Eigentümer an. 1795 starb Henriette Sofie von Buchner geborene von Carlowitz (* um 1746) auf Hennersdorf und Gelenau. Sie war die Witwe des kurfürstlich-sächsischen Majors Rudolf August von Buchner.
Juliane Marianne von Schönberg (1800–1842) aus dem Hause Wilsdruff war die erste Ehefrau von Karl Wilhelm von Brescius (1794–1867), der durch die Hochzeit Erb-, Lehn- und Gutsherr auf Hennersdorf und Gelenau wurde. Karl von Brescius war der älteste Sohn des aus Bautzen stammenden Kamenzer Bürgermeisters Wilhelm Gottfried Brescius (1758–1835) und durch seinen Vater auch Herr auf Rothnaußlitz.
Seit dem Ende des 19. Jahrhunderts bis zur Enteignung 1945 war das Rittergut mit dem historistischen Schlossneubau im Eigentum des Adelsgeschlechts Arnim. Der auf Burg Kriebstein geborenen Heinrich Kurt von Arnim (1835–1912) aus dem Hauptstamm Zichow war der Begründer des Hauses Hennersdorf der Familie. Er heiratete Klara Philippine von Schönberg-Rothschönberg (1836–1896). Sein ältester Sohn Curt Arthur (* 1861) war laut Heiratsurkunde 1886 Rittergutsbesitzer in Hennersdorf. Im Adressbuch der Amtshauptmannschaft Kamenz wird Curt Arthur im Jahre 1901 als Rittergutsbesitzer in Hennersdorf genannt. Eine 1887 in Hennersdorf geborene Tochter Curt Arthurs wohnte noch bis zu ihrem zwanzigsten Lebensjahr in Hennersdorf und heiratete 1908 in Dresden den Leutnant im Garde-Reiter-Regiment Maximilian Georg von Dziembowski. Nachkommen der Familie von Arnim waren noch bis zur Enteignung 1945 Besitzer und Bewohner des Schlosses in Hennersdorf.
1913 wohnte der Königliche Kammerherr und Hofjägermeister Georg Wolf Henning von Arnim (1863–1919) auf Rittergut Hennersdorf. Seine Tochter Clara Margarethe Ada von Arnim (* 1892 in Dresden) verließ Hennersdorf, nachdem sie 1913 in Dresden einen aus Berlin stammenden von Nidda geheiratet hat. 1926 werden an der Adresse Hennersdorf Nummer 4 folgende Personen vermerkt: Walli von Arnim (Rittergutsnutznießerin), Elisabeth Sissi von Arnim (Rittergutsmitbesitzerin), Clemens Pampel (Rittergutspächter), Curt Pampel (Ritterguts-Inspektor), Oskar Griesbach (Forstaufseher und Gemeinde-Verordneten-Vorsteher) und August Hübner (Steinarbeiter).
Ende der 1940er Jahre wurde das Schloss auf Betreiben des Kulturamts beim Rat des Kreises Kamenz, dessen Leiterin Eva Büttner war, abgerissen. Es blieben lediglich Keller übrig sowie der Schlosspark und dessen Umfriedungsmauer. Die Wirtschaftsgebäude sind erhalten, teilweise saniert und werden bewohnt.
Auf dem Friedhof an der St. Just-Kirche in Kamenz gibt es noch (Stand April 2022) eine Grabanlage mit den beiden Grabplatten:
- Wally von Arnim geborene von der Gabelentz-Linsingen (* 17. November 1869 in Lemnitz; † 5. April 1943 in Heidelberg) und
- Georg Wolf Henning von Arnim auf Hennersdorf (* 15. Juli 1863 in Nenkersdorf; † 23. Juni 1919 in Hennersdorf).

Wally von Arnim war eine Schwester des Schriftstellers Georg von der Gabelentz und des Kunsthistorikers Hans von der Gabelentz.